# Hans Mahlau
Richard Hans Friedrich Mahlau (* 3. Mai 1900 in Bern, Schweiz; † 5. Juli 1991 in Elmshorn) war ein deutscher Schauspieler sowie Hörspiel- und Synchronsprecher.

## Leben und Wirken
Der Sohn des Buchdruckers und Maschinenmeisters Hugo Mahlau und seiner Frau Emilie, geb. Duisberg, kam im Gutshaus „Beaulieu“ in Bern zur Welt, wohin seine Eltern zwei Jahre zuvor von Berlin übersiedelt waren. Um 1904 kehrte die Familie ins Deutsche Reich zurück, wo Hans Mahlau in Lübeck die Oberrealschule zum Dom bis zur Obersekundareife besuchte und sich an der Wandervogelbewegung beteiligte. Während des Ersten Weltkriegs meldete sich Mahlau zur Jugendwehr. Anschließend absolvierte er eine Lehre als Bankkaufmann, arbeitete aber auch im Buchhandel. Anfang der 1920er-Jahre ließ er sich von Maria Heide und Günther Stark zum Schauspieler ausbilden und spielte in der Folgezeit als „jugendlicher Komiker und Naturbursche“ in Starnberg und Kaiserslautern sowie bei der Theaterkompanie Masken-Wagen der Holtorf-Truppe. Sein erstes Festengagement erhielt er am Stadttheater Magdeburg (1924–28), später wechselte er ans Oberschlesische Landestheater Beuthen (1928/29) und ans Stadttheater Halberstadt (1930–33).
Nach der nationalsozialistischen Machtergreifung geriet Mahlau wegen seiner Ehe mit der jüdischstämmigen Charlotte Sonnenfeld in Bedrängnis. Da sein Engagement in Halberstadt nicht mehr verlängert wurde, ging er 1933 nach Berlin und trat gastierend an verschiedenen Bühnen auf (u. a. Theater am Kurfürstendamm, Tribüne, Lessingtheater). Ab 1934 arbeitete er auch als Rundfunk- und Synchronsprecher und schrieb Hörspiele, Drehbuchentwürfe sowie Gedichte. 1937 wurde er aus der Reichskulturkammer ausgeschlossen, erhielt aber nach Fürsprache durch Mathias Wieman kurz darauf eine Sondergenehmigung. Im Februar 1940 wurde Mahlau zur Wehrmacht eingezogen, im April 1941 jedoch wegen „jüdischer Versippung“ entlassen. Kurz darauf wurde auch sein beruflicher Wirkungsbereich stark eingeschränkt. Ende 1944 wurde er zur Zwangsarbeit in verschiedenen Lagern der Organisation Todt in der Gegend von Halle an der Saale verpflichtet. Kurz vor Kriegsende konnte er von dort flüchten und kehrte zu seiner Familie nach Berlin zurück.
In den ersten Nachkriegsjahren konnte Hans Mahlau wieder als Sprecher und Autor beim Rundfunk sowie in der Filmsynchronisation arbeiten. Ab Mitte der 1960er-Jahre eröffnete sich ihm beim Fernsehen ein neues Tätigkeitsfeld, indem er kleine Rollen in Filmen und Serien übernahm. Unter anderem war er in der ARD-Serie Landarzt Dr. Brock zu sehen. Später kamen auch Kinofilme hinzu (Kein Reihenhaus für Robin Hood, Obszön – Der Fall Peter Herzl). In der Hörspielserie Kalle Blomquist hatte Mahlau in den Folgen 1 und 2 eine Sprechrolle als Schutzmann Björk, auch in Dutzenden anderen Hörspielen lieh Mahlau nahezu 100 Figuren seine Stimme. Als Synchronsprecher war er zuletzt im Fantasyfilm Kampf der Titanen zu hören.
1990 übersiedelte Hans Mahlau von Berlin zu seiner Familie nach Hamburg. Zuletzt lebte er im Seniorenzentrum Donatus in Elmshorn, wo er am 5. Juli 1991 im Alter von 91 Jahren starb.
Mahlau war in zweiter Ehe mit Gerda Meissner verheiratet und verwendete daher auch das Pseudonym Hans Meissner. Sein Sohn aus erster Ehe ist der Schauspieler und Kameramann Nils-Peter Mahlau. Der Maler und Grafiker Alfred Mahlau war sein Bruder.

## Filmografie

### Schauspieler
- 1936: Heißes Blut
- 1965: Immer und noch ein Tag
- 1965: Überstunden
- 1967: Landarzt Dr. Brock (Fernsehserie, Folge 9 Der Favorit)
- 1968: Der Nachruf
- 1979: Servus Opa, sagte ich leise… (Kurzfilm)
- 1979: Fluchthelfer gesucht
- 1980: Kein Reihenhaus für Robin Hood
- 1981: Obszön – Der Fall Peter Herzl

### Synchronsprecher
- 1945: Caesar und Cleopatra (für Ivor Barnard als Edelmann)
- 1947: Die Weber von Bankdam (für Bertram Shuttleworth als Shires)
- 1949: Die Rose von Bagdad (für Stefano Sibaldi als Geist der Lampe)
- 1976: Die Olsenbande sieht rot (für Palle Huld als Pornodirektor Hallandsen)
- 1981: Kampf der Titanen (als Gnom in den Sümpfen)

## Hörspiele (Auswahl)
- 1967: Die Schatzinsel (als Smollett, Kapitän der „Hispaniola“)
- 1971: Der Seewolf (als Johansen, Steuermann)
- 1972: Wildtöter (als Tom Hutter)
- 1973: Kalle Blomquist (als Schutzmann Björk)
- 1973: Das Zauberpferd (als Leibarzt)
- 1974: Pole Poppenspäler (verschiedene Rollen)
- 1975: Karl May (verschiedene Rollen)
- 1975: Das Wirtshaus im Spessart (als Räuberhauptmann)
- 1975: Moby Dick (als Stupp, 2. Steuermann)
- 1979: Benjamin Blümchen auf hoher See (als Kapitän der Aurora)
- 1982: Unsre Oma (als Schaffner)